# Melanagromyza muguensis
Melanagromyza muguensis är en tvåvingeart som beskrevs av Spencer 1981. Melanagromyza muguensis ingår i släktet Melanagromyza och familjen minerarflugor. Inga underarter finns listade i Catalogue of Life.